# Seis Nações 2003
O Campeonato Seis Nações 2003 foi o torneio envolvendo seis seleções de rúgbi européias, com a participação da Inglaterra, Escócia, País de Gales, Irlanda, França e Itália.
A competição aconteceu entre os dias 15 de Fevereiro e 30 de Março. 
O torneio foi vencido pela Seleção Inglesa (25º título), ganhando Grand Slam, Tríplice Coroa (3 vitórias sobre as outras três seleções britânicas), Calcutta Cup (contra a Escócia), e Millennium Trophy (contra a Irlanda).
Vice-campeã foi a Irlanda que  ganhou o Centenary Quaich (contra a Escócia).
O País de Gales ganhou o Wooden Spoon, (Colher de Madeira) trofeu virtual atribuído a equipa classificada no último lugar.

## Classificação
| Seleção       | Vitórias | Empates | Derrotas | Pontos a favor | Pontos contra | Pontos +/- | Pontos |
| ------------- | -------- | ------- | -------- | -------------- | ------------- | ---------- | ------ |
| Inglaterra    | 5        | 0       | 0        | 178            | 46            | +132       | 10     |
| Irlanda       | 4        | 0       | 1        | 119            | 97            | +22        | 8      |
| França        | 3        | 0       | 2        | 153            | 75            | +78        | 6      |
| Escócia       | 2        | 0       | 3        | 81             | 166           | -85        | 4      |
| Itália        | 1        | 0       | 4        | 100            | 185           | -85        | 2      |
| País de Gales | 0        | 0       | 5        | 82             | 144           | -62        | 0      |

Pontuação: Vitória = 2, Empate = 1, Derrota = 0 

## Jogos

### 1 rodada
| 15 de Fevereiro de 2003 |         |               |                       |
| Itália                  | 30 – 22 | País de Gales | Stadio Flaminio, Roma |
|                         |         |               | Stadio Flaminio, Roma |

| 15 de Fevereiro de 2003 |         |        |                     |
| Inglaterra              | 25 – 17 | França | Twickenham, Londres |
|                         |         |        | Twickenham, Londres |

| 16 de Fevereiro de 2003 |        |         |                        |
| Escócia                 | 6 – 36 | Irlanda | Murrayfield, Edimburgo |
|                         |        |         | Murrayfield, Edimburgo |

### 2 rodada
| 22 de Fevereiro de 2003 |         |         |                       |
| Itália                  | 13 – 37 | Irlanda | Stadio Flaminio, Roma |
|                         |         |         | Stadio Flaminio, Roma |

| 22 de Fevereiro de 2003 |        |         |                        |
| França                  | 38 – 3 | Escócia | Stade de France, Paris |
|                         |        |         | Stade de France, Paris |

| 23 de Fevereiro de 2003 |        |            |                             |
| País de Gales           | 9 – 26 | Inglaterra | Millennium Stadium, Cardiff |
|                         |        |            | Millennium Stadium, Cardiff |

### 3 rodada
| 8 de Março de 2003 |         |        |                        |
| Irlanda            | 15 – 12 | França | Lansdowne Road, Dublin |
|                    |         |        | Lansdowne Road, Dublin |

| 8 de Março de 2003 |         |               |                        |
| Escócia            | 30 – 22 | País de Gales | Murrayfield, Edimburgo |
|                    |         |               | Murrayfield, Edimburgo |

| 9 de Março de 2003 |               |        |                     |
| Inglaterra         | 40 – 5 (33-0) | Itália | Twickenham, Londres |
|                    |               |        | Twickenham, Londres |

### 4 rodada
| 22 de Março de 2003 |         |         |                             |
| País de Gales       | 24 – 25 | Irlanda | Millennium Stadium, Cardiff |
|                     |         |         | Millennium Stadium, Cardiff |

| 22 de Março de 2003 |        |         |                     |
| Inglaterra          | 45 – 9 | Escócia | Twickenham, Londres |
|                     |        |         | Twickenham, Londres |

| 23 de Março de 2003 |         |        |                       |
| Itália              | 27 – 53 | França | Stadio Flaminio, Roma |
|                     |         |        | Stadio Flaminio, Roma |

### 5 rodada
| 29 de Março de 2003 |        |               |                        |
| França              | 33 – 5 | País de Gales | Stade de France, Paris |
|                     |        |               | Stade de France, Paris |

| 29 de Março de 2003 |         |        |                        |
| Escócia             | 33 – 25 | Itália | Murrayfield, Edimburgo |
|                     |         |        | Murrayfield, Edimburgo |

| 30 de Março de 2003 |        |            |                        |
| Irlanda             | 6 – 42 | Inglaterra | Lansdowne Road, Dublin |
|                     |        |            | Lansdowne Road, Dublin |